# 伏見 (札幌市)
伏見（ふしみ）は、北海道札幌市中央区にある地名。町名としては、1〜5丁目まである。藻岩山山麓の地域で、かつては肥沃な畑地だったが、1970年代末には落ち着いた住宅街となった。

## 歴史
1871年（明治4年）、この地の下付を受けた山形県鶴岡町の佐藤三蔵が父親らとともに開拓を始めた。当初は村名が無かったが、この地で農耕に励む加藤多右衛門・桧山石蔵・戸屋多治兵衛・本間彦助の4名にちなんで「四軒村」と呼ばれるようになった。
1874年（明治7年）には山鼻村の一部となり、藻岩山の根ぎわにあるところから「山根通」という俗称が生まれた。1906年（明治39年）4月1日の北海道一・二級町村制施行により藻岩村第六部となる。
1907年（明治40年）2月に札幌伏見稲荷神社が琴似村十二軒から遷座してきたことにちなみ、1910年（明治43年）に地名を「伏見」と改めた。
その後円山町を経て1941年（昭和16年）4月1日に札幌市となって以降は「伏見町」という名称だったが、1979年（昭和54年）2月に「伏見○丁目」式の住所表示となった。

## 施設
- 札幌伏見稲荷神社
- 札幌市水道記念館
- 藻岩山ロープウェイ 山麓駅